# Christophe Jallet
Christophe Jallet (Cognac, Charente, Francia, 31 de octubre de 1983) es un exfutbolista francés que jugaba como defensa.

En junio de 2020 anunció su retirada.

## Clubes
| Club                      | País    | Año       | Partidos | Goles |
| ------------------------- | ------- | --------- | -------- | ----- |
| Chamois Niortais F. C.    | Francia | 2003-2006 | 65       | 7     |
| F. C. Lorient             | Francia | 2006-2009 | 99       | 3     |
| París Saint-Germain F. C. | Francia | 2009-2014 | 198      | 9     |
| Olympique de Lyon         | Francia | 2014-2017 | 92       | 4     |
| O. G. C. Niza             | Francia | 2017-2019 | 38       | 1     |
| Amiens S. C.              | Francia | 2019-2020 | 13       | 1     |

## Palmarés

### Títulos nacionales
| Título               | Club                      | País    | Año  |
| -------------------- | ------------------------- | ------- | ---- |
| Copa de Francia      | París Saint-Germain F. C. | Francia | 2010 |
| Ligue 1              | París Saint-Germain F. C. | Francia | 2013 |
| Supercopa de Francia | París Saint-Germain F. C. | Francia | 2013 |
| Copa de la Liga      | París Saint-Germain F. C. | Francia | 2014 |
| Ligue 1              | París Saint-Germain F. C. | Francia | 2014 |